# Saprofita

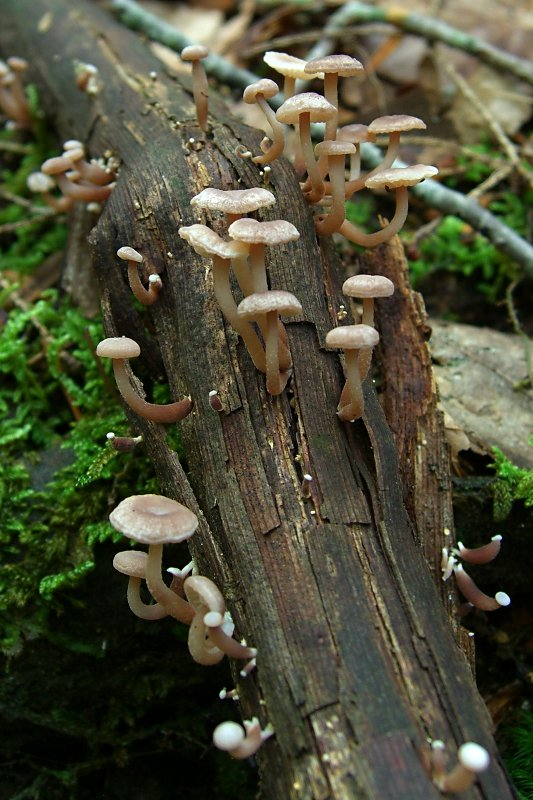
Marasmius prasiosmus (Appalaches, USA) su un albero morto

Col termine saprofita o saprofito , dal greco σαπρός (saprós), "marcio", e φυτόν (phytón), "pianta", si indicano gli organismi che si nutrono di materia organica morta o in decomposizione. Nonostante la sua etimologia richiami le piante, si continua a usare il termine soprattutto con riferimento ai funghi e ai batteri, che non sono più classificati come appartenenti al regno vegetale.

## Descrizione
Gli organismi saprofiti sintetizzano sostanze inorganiche da materia organica. Sono fondamentali nelle catene alimentari degli ecosistemi, in quanto decompositori, cioè capaci di smontare i composti organici in elementi inorganici o, comunque, meno complessi (acqua, sali minerali, anidride carbonica), partecipando alla formazione dell'humus.
Sono saprofiti alcuni funghi (ad esempio, Agaricus, Coprinus, Macrolepiota, Lepista, Abortiporus biennis), licheni formati da cianobatteri e funghi (mentre quelli formati da alghe e funghi sono parassiti o simbiotici) e parte di protozoi e batteri. Tra questi ultimi, insieme ad altri, si annoverano la Veillonella, batterio gram-negativo non patogeno presente nella saliva, e Clostridium Botulinum, batterio gram-positivo, che, tramite intossicazione alimentare, può provocare paralisi flaccide, problemi all'oculomotricità, disfagia e disturbi cardiaci, potendo, in alte dosi, condurre a paralisi e a morte.
A volte vengono definiti saprofiti anche alcuni tipi di orchidee e inusuali piante prive di clorofilla.